# White Plains (Georgia)
White Plains es una ciudad ubicada en el condado de Greene en el estado estadounidense de Georgia. En el año 2000 tenía una población de 283 habitantes.

## Geografía
White Plains se encuentra ubicada en las coordenadas 33°28′37″N 83°2′18″O / 33.47694, -83.03833 (33.477002, -83.038404).
Según la Oficina del Censo, la localidad tiene un área total de 11,9 km² (4,6 mi²), de la cual 11,9 km² (4,6 mi²) es tierra y 0 km² (0 mi²) (0.00%) es agua.

## Demografía
Según la Oficina del Censo en 2000 los ingresos medios por hogar en la localidad eran de $33,906, y los ingresos medios por familia eran $36,136. Los hombres tenían unos ingresos medios de $22,143 frente a los $15,781 para las mujeres. La renta per cápita para la localidad era de $12,328. 